# Turing-teszt

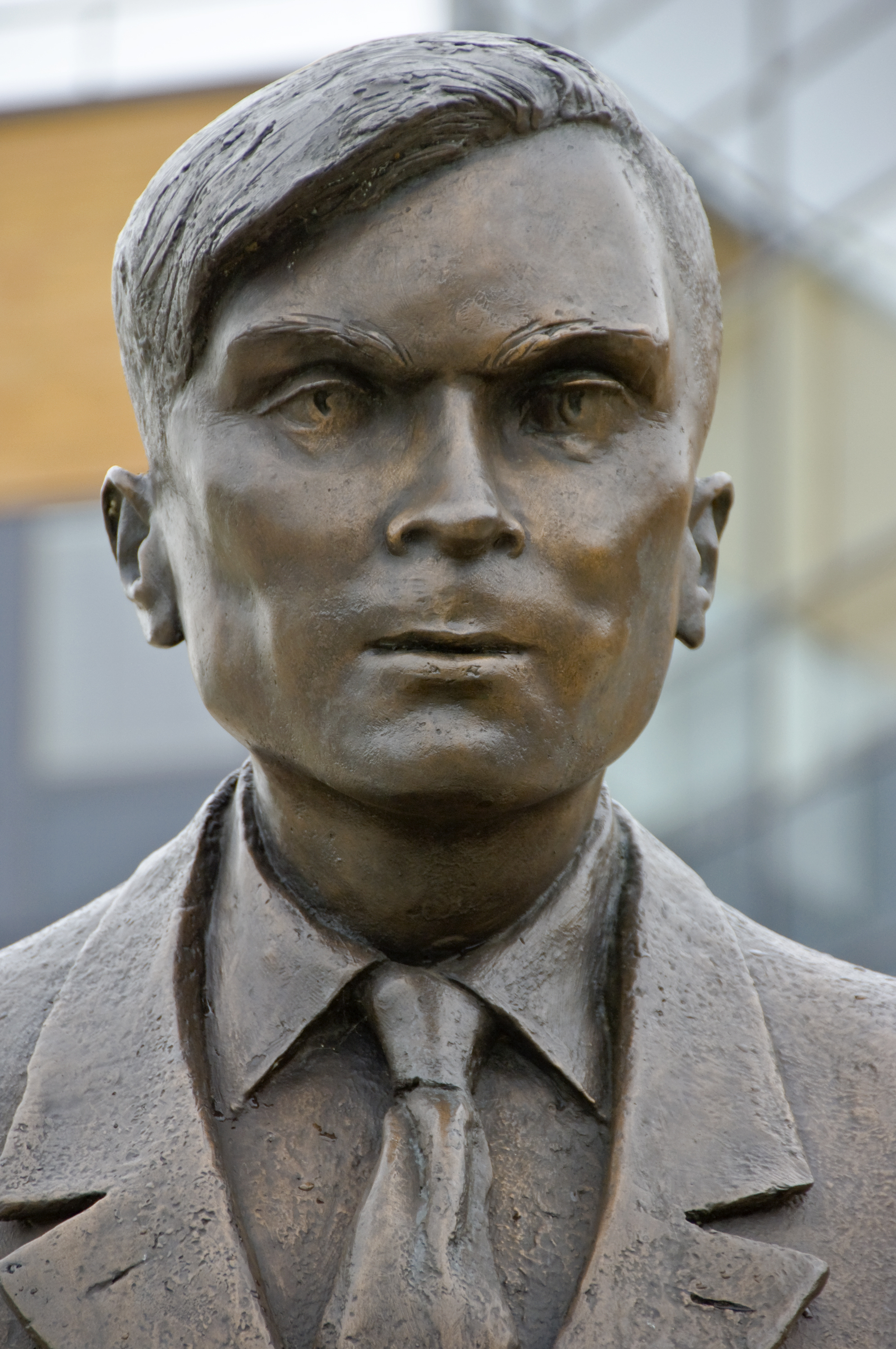
Alan Turing szobra, University of Surrey

Alan Turing, miután a második világháború alatt a németek titkosító berendezését, az Enigmát feltörte, 1950-ben vetette fel a Turing-teszt koncepcióját, ami arra hivatott, hogy egy adott gépezetről megállapítsa, képes-e olyan válaszokat adni, mint egy ember. Ez a mesterséges intelligencia hajnalán felvetett ötlet jelentős mértékben hozzájárult a gondolkodó gépezet ősi mítoszának újbóli felelevenítéséhez a számítástechnika korában.

## A teszt lefolyása
A teszt abból áll, hogy a bíráló billentyűzet és monitor közvetítésével kérdéseket tesz fel a két tesztalanynak, akiket így se nem láthat, se nem hallhat. A két alany egyike valóban ember, míg a másik egy gép, és mindketten megpróbálják meggyőzni a kérdezőt arról, hogy ők gondolkodó emberek. Ha a kérdező öt perces faggatás után sem tudja egyértelműen megállapítani, hogy a két alany közül melyik a gép, akkor a gép sikerrel teljesítette a tesztet.
A teljes Turing-teszt emellett alkalmaz még egy videójelet is, amivel a programok optikai érzékelését is lehet tesztelni.

## Kritika
Számos bírálat is érte a Turing-tesztet. Ezek szerint a teszt a következő okok miatt nem alkalmas az intelligencia tényleges azonosítására:
- A „párbeszéd szimulálása” csak kevéssé tekinthető az intelligencia jelének – és így a hagyományos értelemben vett (emberi) intelligenciának is csak egy szegletét tudja mérni.
- Attól még lehet intelligens egy gép, hogy nem képes emberi módon kommunikálni.
- Az emberek közül se teljesítené mindenki sikerrel a Turing tesztet (így például kisgyerekek, vagy bizonyos fogyatékkal élők), holott ők is lehetnek más tekintetben intelligensek.
- A teszten olyan ember is megbukhat, aki nem hajlandó a feltételek szerint együttműködni – ezt a reakciót egy intelligens gép részéről sem zárhatjuk ki; az együttműködés megtagadása nem egyenlő az értelem hiányával.
- A kísérleti szituáció jellegénél fogva a lehetséges beszélgetésfolyamat-variációk száma korlátozott. Egy kellően kiterjedt adatbázissal ellátott számítógép előre eltárolt kérdés- és válaszminták felhasználásával tényleges intelligencia hiányában is sikerrel teljesítheti a tesztet.

## Prognózisok és eredmények
Turing azt feltételezte, hogy legkésőbb 2000-re lehetségessé válik egy olyan program megalkotása, amelynél öt perc „beszélgetés” után az átlagos felhasználó már csak 70%-os eséllyel tehet különbséget ember és gép között. Az a tény, hogy ez az optimista jóslat nem vált valóra, a mesterséges intelligencia úttörőinek elbizakodottságát mutatja.
2014. június 7-én – Turing halálának 60. évfordulóján – egy Eugene Goostman nevű beszélgetőprogram egy kísérletben 33%-os arányban volt képes meggyőzni a felhasználókat arról, hogy ő egy 13 éves gyerek, amit a kísérlet végrehajtói és a média egy része úgy harangozott be, hogy a gép „sikeresen teljesítette a Turing-tesztet”. Ehhez azonban az kellett, hogy a megjelenített karaktert egy Ukrajnában élő 13 éves fiúnak állítsák be, amivel sok hibát el lehetett fedni, hiszen a vizsgálat Londonban történt. Mivel a Turing-teszt inkább egy hozzávetőleges gondolatkísérlet, semmint egy könnyen egzakttá tehető tudományos fogalom, az ilyen kijelentések meglehetősen támadhatóak.
Korábban az olyan programok, mint az ELIZA vagy az AOLiza kis ideig képesek voltak „emberszerűen” megjelenni a kísérleti személyek előtt, a Turing-teszt formális teljesítésére viszont alkalmatlanok voltak, mivel válaszaikkal csak látszólagos kapcsolatot tudtak kialakítani az információk között, a kísérleti személyek pedig hamar felismerték, hogy egy géppel társalognak.
Évekkel később, 2018-ban a Google bejelentette a Duplex nevű szolgáltatását. Ez egy virtuális asszisztens, aki képes helyettünk például időpontokat foglalni valós személyekkel való telefonbeszélgetés formájában.

## Loebner-díj
A Loebner-díjat 1991-ben ajánlották fel először annak a programnak, amelyik elsőként megy át a Turing-teszten. A díj Hugh Gene Loebnerről kapta a nevét, és amint lesz, aki átvegye – tekintve, hogy mindeddig nem akadt még egy olyan program sem, amelyik erre képes lett volna –, úgy 100 000 dollár és egy aranymedál is jár majd hozzá. Ezen felül évente átadnak – 2000 dollár és egy bronzmedál kíséretében – egy kisebb Loebner-díjat is annak a programnak, amelyik a leginkább megközelíti az emberi beszélgetést.

## Hatása a kultúrára
Philip K. Dick 1968-ban megjelent, Álmodnak-e az androidok elektronikus bárányokkal? című könyvében is alkalmazta a Turing-teszt egy változatát (amit a Szárnyas fejvadász című sci-fi-ben filmesítettek meg).
A mű által bemutatott „jövőben” (2019) az emberektől külsőre megkülönböztethetetlen mesterséges embereket – úgynevezett replikánsokat – kérdések hosszú sorával próbálják megkülönböztetni az emberektől, azonban nem intelligencia-tesztet használnak (ebben a vonatkozásban a replikánsok intelligensebbek az embernél), hanem egyfajta empátia-tesztnek – az ún. Voight–Kampff-tesztnek – vetik alá őket, aminek során előhívják és ellenőrzik érzelmi reakcióikat, így derítve ki róluk, hogy emberek-e vagy replikánsok – az empátia érzése ugyanis hiányzik belőlük.
William Gibson 1984-es kultikus regényében, a Neurománcban a mesterséges intelligenciákat nyilvántartó és ellenőrző, túlságos önállósodásukat pedig kinyomozni és megakadályozni jogosult szervezet, a Turing Registry is Alan Turing nevét őrzi.
A 2013-ban készült A gép című angol sci-fi a mesterséges intelligencia kérdéseit és a Turing-teszt problémáit feszegeti.
A  2015-ben bemutatott  Ex Machina amerikai-angol sci-fi filmben, mely a mesterséges intelligenciáról és annak lehetséges következményeiről szól, ún. fordított Turing-teszttel próbálnak rájönni, hogy egy gép vajon tényleg értelmes, gondolkodó lény, vagy az érzéseit és reakcióit csupán megjátssza. A teszt sikeres volt, hiszen a főszerepet jétszó Ava (Alicia Vikander) olyan intelligens volt, hogy mind az alkotója, mind a tesztelője eszén túljárt.

## Lásd még
- Captcha
- Kínai szoba
- Csevegőrobot
- Kognitív tudomány
- Elmefilozófia
- Loebner-díj
- ELIZA

## Szakirodalom
- Alan Turing: "Számítógépek és intelligencia", Mind, vol. LIX, no. 236, October 1950, pp. 433–460. Online is elérhető a következő címen (angolul):  Archiválva 2013. március 28-i dátummal a Wayback Machine-ben